# Anika Baumann
Anika Baumann (* 1979 in Frankfurt am Main) ist eine deutsche Schauspielerin und Hörspielsprecherin.

## Leben
Anika Baumann studierte von 2002 bis 2005 Schauspiel an der Universität der Künste Berlin. Anschließend war sie von 2006 bis 2010 als festes Ensemblemitglied am Maxim Gorki Theater in Berlin engagiert und arbeitete dort und anderem mit Armin Petras, Jorinde Dröse, Sebastian Baumgarten, Ronny Jakubschk und Nuran David Calis. Danach arbeitete sie freischaffend und spielte unter anderem am Volkstheater München, am Staatstheater Stuttgart, Theaterhaus Jena und am Staatstheater Braunschweig.
Seit 2014 ist Anika Baumann festes Ensemblemitglied am Staatstheater Mainz. Hier war sie unter anderem in Die Ratten, Macbeth, Die Nibelungen (Regie: Jan-Christoph Gockel), Ich bin wie ihr, ich liebe Äpfel (Regie: Heike M. Götze), Pension Schöller (Regie: Peter Jordan und Leonhard Koppelmann) und als Maria in Maria Stuart (Regie: Dariusch Yazdkhasti) zu sehen. Bei dem Stück Sophia, der Tod und ich nach dem Roman des deutschen Musikers und Autors Thees Uhlmann war Anika Baumann neben Henner Momann und Julian von Hansemann für die Inszenierung, Fassung und Ausstattung verantwortlich.
Außerdem moderierte sie die Live-Recherche-Performance In Search of Democracy (Konzept Lucas De Man), war am Deutschen Nationaltheater Weimar im Stück Sensemann und Söhne (Regie: Jan Neumann) und ist in der 3sat-Uraufführung Beethoven – Ein Geisterspiel zu sehen.
Einem breiteren Fernsehpublikum wurde sie durch einige Episoden-Rollen in beliebten Fernsehserien bekannt, zum Beispiel in den Krimireihen Soko Leipzig, Soko Wismar und als Hauptkommissarin Julia Schröder in Der Staatsanwalt. Im Schweizer Fernsehspielfilm Plötzlich deutsch spielte sie die weibliche Hauptrolle. Daneben ist sie an verschiedenen öffentlich-rechtlichen Rundfunkanstalten als Sprecherin und Schauspielerin tätig.
Anika Baumann lebt in Mainz und hat zwei Kinder.

## Film und Fernsehen (Auswahl)
- Plötzlich deutsch, Regie: Robert Ralston jr., Hugofilm, SRF
- Teer, Regie: Leonie Krippendorff, HFF Potsdam, RBB Movie
- Soko Wismar. Hinter verschlossenen Türen, Regie: Felix Herzogenrath, Cinecentrum Berlin, ZDF
- Die Eintagsrebellen, Regie: John Kolya Reichert, Filmakademie Ludwigsburg
- Der Staatsanwalt, ZDF

## Hörspiele und Hörstücke (Auswahl)
Die ARD-Hörspieldatenbank enthält (Stand: Januar 2024) für den Zeitraum von 2002 bis 2021 insgesamt 44 Datensätze, bei denen Anika Baumann als Sprecherin geführt wird.
- Frauen ohne Männer, WDR 2013, Autor(en): Ragnhild Sørensen und Julia Wolf
- Angst & Bange (Comedyserie), Radio Fritz 2013–2014, gemeinsam mit Christian Ulmen
- BRD noire (HR 2021)
- Emma von Jane Austen (HR 2021)
- Das Imperium von Christian Kracht (HR 2021)
- Leck mich!, HR/ORF 2021, Autorin: Elisabeth Weilenmann
- Bookpink, SWR 2021, Autorin: Caren Jeß
- Fischvibe, Deutschlandfunk 2021, Autor: Leander Fischer
- Alles ist groß, HR 2021, Autor: Zsuzsa Bánk
- Kreuz und quer Piraten hinterher, HR/NDR 2021, Autor: Arne Köhler

- Wurst- und Durstgeschichten, wurstzeitblog.de, ab 2022, Autor: Florian Link
- Die AWO-Affäre: Wie ein Sozialverband zum Kriminalfall wurde, HR 2023, Autor: Volker Siefert